# (5521) Morpurgo
(5521) Morpurgo (1991 PM1) – planetoida z pasa głównego asteroid okrążająca Słońce w ciągu 4,14 lat w średniej odległości 2,58 j.a. Odkryta 15 sierpnia 1991 roku.